# Epidesma perplexa
Epidesma perplexa är en fjärilsart som beskrevs av Rothschild 1912. Epidesma perplexa ingår i släktet Epidesma och familjen björnspinnare. Inga underarter finns listade i Catalogue of Life.